# مهارات حركية كبرى

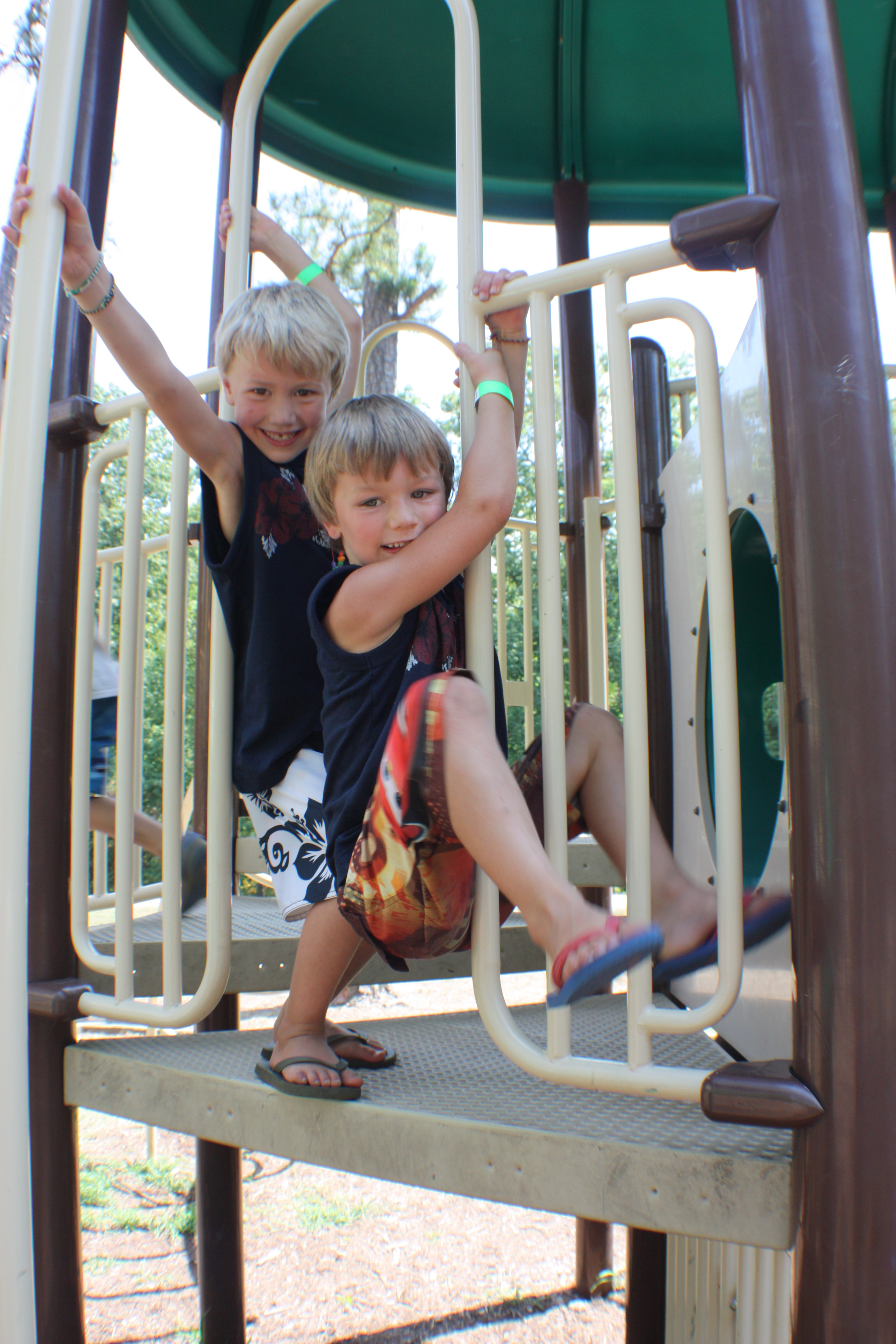

المهارات الحركية الكبرى هي القدرات المكتسبة غالبًا خلال فترة الرضاعة والطفولة المبكرة كجزء من التطور الحركي للطفل. ومع بلوغ الثانية من العمر، يصبح كل الأطفال تقريبًا قادرين على الوقوف والمشي والركض وصعود الدرج، وغيرها من المهارات الحركية. وتكتسب هذه المهارات، بل وتتحسن وتكون السيطرة عليها أفضل خلال مرحلة الطفولة المبكرة، وتستمر في التحسن خلال معظم سنوات حياة الفرد حتى يصل إلى مرحلة البلوغ. وتنشأ هذه الحركات الكبرى عن مجموعات عضلية كبيرة وحركة الجسم بالكامل. ويكون ترتيب تطور هذه المهارات من الرأس إلى القدمين. وسيتعلم الأطفال عمومًا التحكم في الرأس وثبات جذع الجسم، ثم الوقوف على القدمين والمشي. (همفري)

## تطور وضع الجسم
تستلزم المهارات الحركية الكبرى، إلى جانب العديد من الأنشطة الأخرى، التحكم الوضعي في الجسم. ويحتاج الطفل الرضيع إلى التحكم في رأسه لتثبيت حملقته ومتابعة الأشياء المتحركة. وينبغي أن يتمتع أيضًا بالقوة والتوازن اللازمين في أقدامه حتى يستطيع المشي.
ولا يستطيع الطفل حديث الولادة التحكم طواعية في وضعية جسده. ومع ذلك، يمكنه في غضون بضعة أسابيع جعل رأسه في وضع مستقيم، وبعدها بفترة وجيزة رفع رأسه وهو متمدد. وعند بلوغ شهرين، يستطيع الطفل الجلوس مستندًا على حضن شخص بالغ أو مقعد الأطفال، ولكنه لا يستطيع الجلوس بمفرده حتى يبلغ 6 أو 7 أشهر. كذلك، يتطور الوقوف تدريجيًا خلال السنة الأولى من حياة الطفل. وببلوغ حوالي 8 أشهر، غالبًا ما يتعلم الطفل الرضيع الوقوف والإمساك بـكرسي، ويمكنه عادةً الوقوف بمفرده ببلوغ 10 أشهر إلى 12 شهرًا. وكان هناك جهاز يسمى «داني الواقف» المصنع لمساعدة الأطفال ذوي الاحتياجات الخاصة فيما يخص وضعية أجسامهم. (شويبفلين)

## تعلم المشي
يتطلب المشي منتصب القامة القدرة على الوقوف وموازنة وضعية الجسم من قدم للأخرى. وبالرغم من أن الطفل الرضيع يتعلم غالبًا المشي بحلول عيد ميلاده الأول، فإن السبل العصبية التي تتحكم في عنصر تناوب الساق في المشي موجودة لدى الأطفال منذ سن مبكرة جدًا، ربما حتى أثناء الولادة أو قبلها. ويثبت ذلك من الأطفال الذين يبلغون شهرًا إلى شهرين وتتم مساعدة أقدامهم التي تلامس المشاية الآلية؛ حيث ظهرت قدرتهم على القيام بخطوات متناوبة ومتناسقة بشكل جيد. وإذا لم تكن هناك مشكلة في تبديل التوازن من قدم للأخرى، فيستطيع الأطفال المشي في وقت أبكر. وقد أجريت اختبارات على أطفال في مرحلة الحبو والمشي؛ حيث وُضِّعَت منحدرات في طريقهم وينبغي عليهم أن يقرروا ما إذا كانت آمنة أم لا. وأثبتت الاختبارات أن الأطفال الذين تعلموا للتو كيفية المشي لم يكونوا على دراية بما يمكنهم القيام به وكثيرًا ما كانوا يهبطون المنحدرات غير الآمنة، بينما علم الأطفال الذين يستطيعون المشي ولديهم خبرة ما يمكنهم فعله. هذا، وتلعب الممارسة دورًا كبيرًا في تعليم الطفل كيفية المشي.
ولا تؤثر الرؤية على نمو العضلات، ولكن يمكنها أن تبطئ عملية تعلم الطفل للمشي. ووفقًا لمركز الأطفال المكفوفين غير الربحي، «بدون التدريب الخاص، ربما لا يستطيع الطفل الرضيع القادر تمامًا الذي يعاني من إعاقة بصرية الحبو أو المشي في سن مناسبة، ولن تتطور مهاراته الحركية الكبرى والدقيقة كما ينبغي.» عندما لا يستطيع الطفل رؤية شيء معين، فلا يكون لديه الحافز لمحاولة الوصول إليه. وبالتالي، لا يرغب في التعلم بمفرده. وغالبًا ما يكون تعلم المشي بتقليد الآخرين ومراقبتهم. وسيقلد الطفل غيره من الأطفال وسيتعلم المهارات بسرعة أكبر بكثير من ارتكاب أخطائه الخاصة. وقد يحتاج الطفل المعاق بصريًا إلى العلاج الطبيعي لمساعدته على تعلم هذه المهارات الحركية الكبرى بسرعة. ولا يكفي العلاج ساعة واحدة في الأسبوع، لذا ينبغي أن يتأكد الوالدون من مشاركتهم في هذه العملية. ويستطيع الوالدان تقديم المساعدة بإخبار الطفل باتجاه الشيء وتشجيعه على الوصول إليه. وينبغي أن يتحلى الوالدون بالصبر لأن لكل طفل جدول النمو الخاص به، وهو ما ينطبق تمامًا على الأطفال ذوي الاحتياجات الخاصة. والتركيز على مدى التقدم الذي يحققه طفلك في نموه أفضل من التركيز على مقارنته بالأطفال الآخرين. (همفري)

## التطور الحركي في مرحلة الرضاعة
لاحظ العلماء تطور المهارات الحركية عمومًا من منتصف الجسم نحو الخارج ومن الرأس إلى القدمين. ويحتاج الطفل إلى التدرب على المهارات، وهكذا يكون نموه وقوته أفضل. ولا غنى أيضًا عن توفير المكان والوقت لاكتشاف بيئته واستخدام عضلاته. ويعتبر «وقت وضع الطفل على بطنه» مثالاً جيدًا على ذلك. في البداية، يستطيع الطفل الاستلقاء على بطنه فقط، ولكن بحلول الشهر الثاني، يبدأ في تكوين العضلات التي تساعده على رفع رأسه وصدره عن الأرض. ويتمكن بعض الأطفال أيضًا من الاستناد على مرافقهم. وسيبدأ في الركل بقدمه وثنيها بينما يكون مستلقيًا على الأرض، وهو ما سيساعده في الاستعداد للحبو. ومع بلوغ أربعة أشهر، يستطيع الطفل البدء في التحكم في رأسه وتثبيتها أثناء الجلوس. ويبدأ التقلب من البطن إلى حركات الظهر. ومع بلوغ خمسة أشهر تقريبًا، سيبدأ الطفل في هز أطرافه لتقوية عضلات الحبو. ويستطيع الطفل ببلوغ ستة أشهر البدء في الجلوس بمفرده وتحميل بعض الوزن على قدميه بينما يكون مستندًا على شيء. ومع اقتراب بلوغ العام الأول، يحتاج مقدمو الرعاية إلى أن يكونوا أكثر نشاطًا. ذلك أن الطفل سيرغب في الوصول إلى كل شيء، لذا ينبغي أن يصبح المنزل «منطقة آمنة للطفل». ويستطيع الطفل البدء في الوصول إلى ألعابه واللعب بها. ويقال إن استخدام مشايات الأطفال أو الأجهزة التي تساعد على وقوف الطفل تؤخر عملية المشي. وقد كشفت الأبحاث عن أنها تؤخر تقوية الجذع الرئيسي؛ مما قد يتسبب في مشكلات مختلفة في القدمين في المستقبل. ومع بلوغ عشرة أشهر، ينبغي أن يصبح الطفل قادرًا على الوقوف بمفرده. وتتشكل مهارات حركية مختلفة على مدى سنوات حياته. (أوزوالت)

## التطور الحركي في السنة الثانية
في السنة الثانية من حياة الطفل حديث المشي، تصبح مهاراته الحركية وانتقالاته أكبر. ولا يكتفي بالجلوس في قفص اللعب، بل يرغب في التحرك في كل مكان. ويعتقد خبراء نمو الأطفال أن النشاط الحركي خلال السنة الثانية مهم جدًا لتطور كفاءة الطفل، وأنه ينبغي وضع القليل من الحواجز أمام مغامراته الحركية، باستثناء الحواجز الخاصة بالحفاظ على السلامة. وفي الشهر الثالث عشر إلى الثامن عشر، يستطيع الطفل حديث المشي السير في خطوات صعودًا وهبوطًا وحمل الألعاب. ولكنه، متى وصل إلى أعلى الدرج، لا يمكنه هبوطه. ويبدأ أيضًا الانتقال من مكان لآخر بسهولة أكبر. (أوزوالت) وفي الشهر الثامن عشر إلى سنتين، يستطيع الطفل حديث المشي التحرك بسرعة أكبر أو الركض مسافة قصيرة، إلى جانب مهارات حركية أخرى. ويبدأ السير إلى الخلف وفي دوائر، وكذلك الركض. ولا يمكنه فقط صعود الدرج بيديه وقدميه، ولكنه يستطيع الآن الإمساك بالدرابزين وهبوط الدرج. ومع اقتراب نهاية السنة الثانية، يبدأ تطور المهارات الحركية الكبرى المعقدة التي تتضمن القذف والركل. وتصبح مهارات الطفل طبيعية أكثر. ويكتسب مهارة التبديل على دراجة ثلاثية والقفز في مكانه. وفي النهاية، فإنه يتحرك كثيرًا ويمكنه الانتقال من مكان لآخر. ومن الطبيعي أن يوقع نفسه في مشكلات صغيرة يمكن أن تعرضه للخطر، مثل السير في الشارع؛ حيث إن عقله لا يمكنه إرسال المعلومات بالسرعة الكافية إلى أقدامه. ويحتاج الوالدون إلى مراقبة أطفالهم في جميع الأوقات. (أوزوالت)

## التطور الحركي لدى الأطفال ذوي الاحتياجات الخاصة
يستطيع الأطفال ذوو الاحتياجات الخاصة الذين لا تزيد أعمارهم عن سبعة أشهر قيادة كرسي متحرك كهربائي. وربما يقلل هذا الكرسي معدل تطور المهارات الحركية الكبرى لدى الطفل، ولكن هناك سبلاً أخرى للتعويض عن ذلك. غالبًا ما يتابع هؤلاء الأطفال مع معالج طبيعي لمساعدتهم على تحريك أرجلهم. وتستخدم المشايات وأجهزة أخرى لمساعدة المعاون في هذه العملية وتجنب العوائق. والجانب السلبي في ذلك هو تقييد حركتهم. وما زالت تجرى الأبحاث لتصنيع جهاز يشجع الأطفال على اكتشاف بيئتهم في الوقت الذي يكتسبون فيه مهاراتهم الحركية الكبرى. ونأمل أن يساعد ذلك في تدريبهم. (شويبفلين)

## مرحلة الطفولة
لا يحتاج طفل ما قبل المدرسة إلى أية مساعدة للوقوف بمفرده أو التحرك بسرعة. وفي سن الثالثة، يستمتع الأطفال بالحركات البسيطة، مثل الوثب والقفز والركض إلى الأمام والخلف، لمجرد المتعة الخالصة بأداء هذه الأنشطة. وقد أجريت دراسة لتقييم تطور المهارة الحركية والمعدل العام لتطور النمو ومستواه. وفي سن ما قبل المدرسة، يتطور لدى الطفل سلوكيات أكثر توجهًا نحو الهدف. وهذا يلعب دورًا مهمًا في هذه السن؛ حيث يركز تعليم الطفل على اللعب والنشاط البدني. ويذكر أن تقييم المهارات الحركية الكبرى لدى الأطفال أمر مهم ويشكل تحديًا. ويخضع هؤلاء الأطفال لاختبارات مختلفة لقياس مستوى مهاراتهم. (ويليامز) وفي سن الرابعة، يواصل الأطفال القيام بالأفعال ذاتها التي كانوا يؤدونها في سن الثالثة، ولكن تشهد حركتهم تقدمًا. ويبدأون في اكتساب القدرة على هبوط الدرج بقدم واحدة على كل درجة. وفي سن الخامسة، يزداد لديهم حس المغامرة. وخلال مرحلة الطفولة المتوسطة والمتأخرة، يصبح التطور الحركي لدى الأطفال أكثر سهولة وتناسقًا مما كان عليه في مرحلة الطفولة المبكرة.
وبينما يكبرون، يصبحون قادرين على التحكم في أجسامهم وتزداد لديهم فترة الانتباه. ويمكن أن تساعد مشاركة الطفل في إحدى الرياضات في تناسقه الحركي، إلى جانب بعض العوامل الاجتماعية.[بحاجة لمصدر] وسيشير المعلمون إلى إمكانية احتياج طلابهم إلى معالجين مهنيين في مواقف مختلفة. وقد يصاب الطلاب بالإحباط من أداء التمارين الكتابية إذا كانوا يعانون من صعوبات في المهارات الكتابية. وهو ما يمكن أن يؤثر على المعلم أيضًا نتيجة عدم وضوح خط الطالب. وقد يقدم بعض الأطفال أيضًا تقارير عن «إصابة أيديهم بالإرهاق». ويوجد حاليًا العديد من المعالجين المهنيين الجاهزين لتقديم يد العون للطلاب. وكان اللجوء فيما مضى لهؤلاء المعالجين يقتصر على معاناة الطفل من مشكلة خطيرة، ولكن باتت الاستعانة بهم الآن لمساعدة الأطفال على أن يكونوا أفضل ما يستطيعون. (ويليامز)

## مرحلة المراهقة والبلوغ
في المرحلة العمرية بين 7 سنوات و12 سنة، تزداد سرعة الركض والقدرة على الوثب لدى الطفل. وتكتسب القدرة على القفز بشكل أفضل، كما أن هناك زيادة في القدرة على القذف والركل. ويتمتع الطفل بالقدرة على تسديد الكرة وتنطيطها. (إيدج) وغالبًا ما تستمر المهارات الحركية الكبرى في التحسن خلال مرحلة المراهقة. وتكون قمة الأداء الجسدي قبل سن الثلاثين، أي بين 18 و26 عامًا. وبالرغم من أن الرياضيين يستمرون في التحسن عن أسلافهم، حيث يركضون أسرع ويقفزون أعلى ويرفعون أوزانًا أثقل، فما زال السن الذي يبلغون عنده قمة أدائهم الجسدي كما هو تقريبًا. وبعد سن الثلاثين، تبدأ معظم وظائف الجسم في التدهور. فتجد أن البالغين الأكبر سنًا يتحركون أبطأ من البالغين الأصغر. وقد يكون ذلك في الانتقال من مكان لآخر أو التحرك المستمر. وربما تسهم ممارسة التمارين الرياضية بانتظام والحفاظ على أسلوب حياة صحي في إبطاء هذه العملية. وتجدر الإشارة إلى أن الأفراد المتقدمين في السن النشطاء والأصحاء بيولوجيًا مستوى أداء مهاراتهم الحركية أعلى من نظرائهم في السن الأقل نشاطًا وصحة.

## وصلات خارجية
- About Down Syndrome تطور المهارات الحركية الكبرى في متلازمة داون